# Lamborghini Revuelto
Lamborghini Revuelto (LB744) — повнопривідний суперкар італійської спортивної преміум-марки Lamborghini. Очікується, що перші одиниці будуть доставлені покупцям в останньому кварталі 2023 року. Компанія називає автомобіль першим HPEV (High Performance Electrified Vehicle).

## Опис

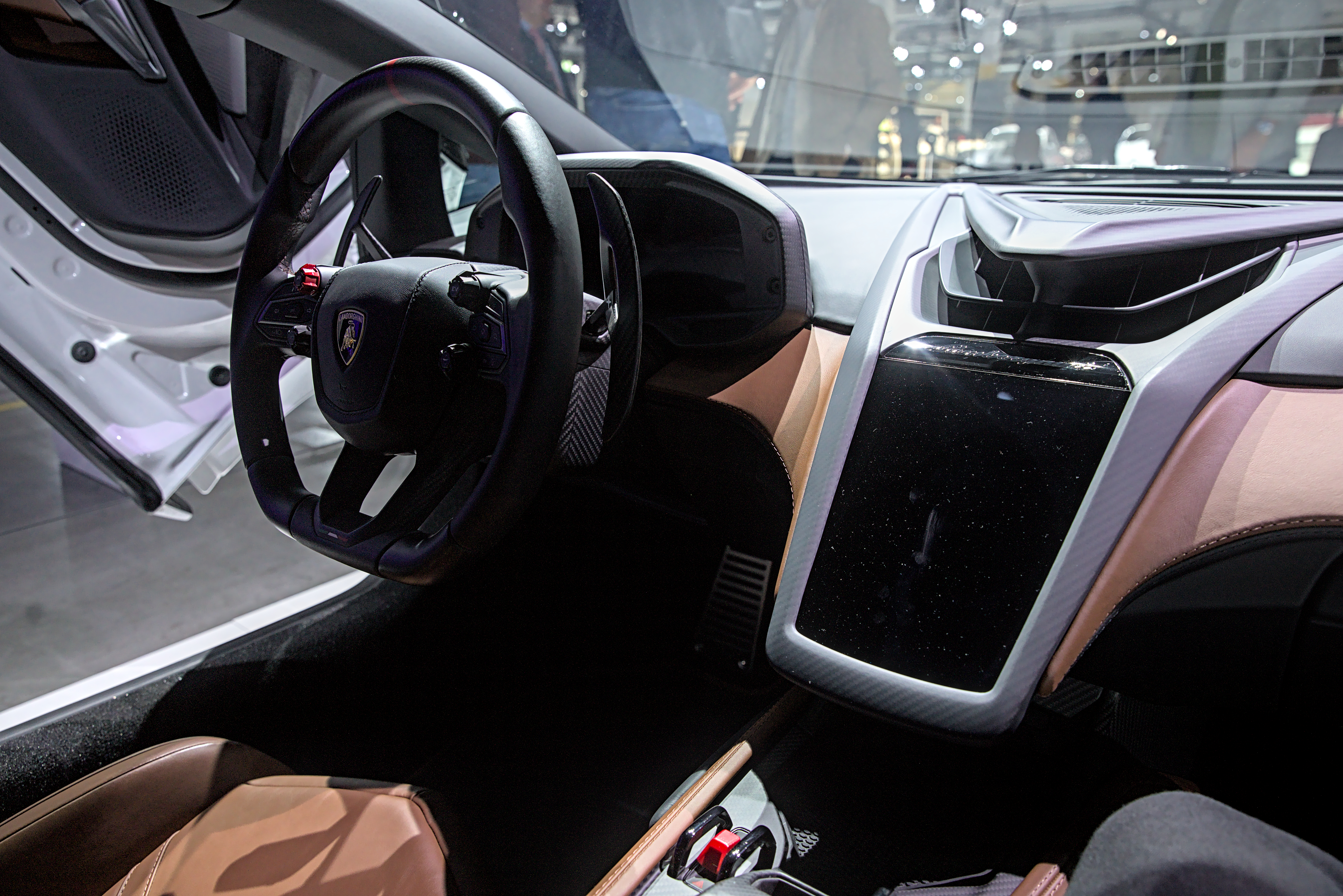

Виробництво моделі-попередника Aventador завершилося у вересні 2022 року. Навіть якщо на той час вже були помічені так звані прототипи наступної моделі, Lamborghini лише підтвердила наступника Aventador у січні 2023 року. Було сказано, що новий автомобіль має бути побудований з гібридним приводом. 22 березня 2023 року виробник оголосив через Twitter про прем’єру автомобіля під внутрішньою назвою LB744, яка відбудеться наступного тижня. Revuelto дебютував 29 березня 2023 року через онлайн-розповсюдження технічних даних і зображень. Його публічна прем’єра відбулася в квітні 2023 року на автосалоні в Шанхаї. Поставка перших автомобілів для клієнтів запланована на останній квартал 2023 року. Суперспорткар вже розкупили на презентації до 2025 року.
Відповідно до звичаїв іменування виробника, назва Revuelto відноситься до імені бика, який існував в Іспанії в 1880 році. Автомобіль є першим автомобілем бренду, який прийняв гібридну силову систему, що підключається до мережі.

## Двигуни
- 6,5 л L545 V12 813 к.с. 725 Нм + 3 електродвигуни сумарно 1015 к.с. 1062 Нм